# فونیکس فارماهندل
شرکت فونیکس آلمان در شهر مانهایم تأسیس شد.این شرکت یکی از بزرگترین شرکت‌های دارویی جهان و آلمان است. دومین شرکت دارویی بزرگ اروپا باحدود ۱۲۰۰۰ مرکزتوزیع کننده در ۲۰ شهر بزرگ جهان می‌باشد. شرکت فونیکس مالک عمده شرکت دارویی بوروس آ-اس جمهوری چک و همینطور تامرو فنلاند است . عمده سهام فونیکس متعلق به گروه دارویی مرکل است.

## تاریخچه
در سال ۱۹۹۴ این شرکت تأسیس شد و یکسال بعد در سال ۱۹۹۵ با توجه به بازار روبرو و استراتژیهای موفق فروش توانست بازارهای مجارستان،ایتالیاو هلند را کسب کند.
در طی این مدت کوتاه این شرکت توانست سهام عمده شرکت‌های پارما آر-تی مجارستان و کمیتار شمال ایتالیا و ای-سی-اف هلند را خریداری کند.